# Нове Життя (Кам'янець-Подільський район)
Нове́ Життя — село в Україні, у Чемеровецькій селищній громаді Кам'янець-Подільського району Хмельницької області. 

## Назва
В основі назви села лежить сенс початку нового життя на новому місці.

## Географія
Нове Життя розкинулось на північ від села Летава. Через село протікає річка Рудка.

### Клімат
Село знаходяться в межах вологого континентального клімату із теплим літом.

## Історія
З 1991 року в складі незалежної України.
15 вересня 2016 року шляхом об'єднання сільських територіальних громад, село увійшло до складу Чемеровецької селищної громади.
До адміністративної реформи 19 липня 2020 року село належало до Чемеровецького району, після його ліквідації, увійшло до складу Кам'янець-Подільського району.

## Населення
Населення становить 89 осіб на 2001 рік.

### Мова
У селі поширені західноподільська говірка та південноподільська говірка, що відносяться до подільського говору, який належить до південно-західного наріччя.
Розподіл населення за рідною мовою за даними перепису 2001 року:
| Мова       | Відсоток |
| ---------- | -------- |
| українська | 100%     |

## Охорона природи
Село лежить у межах національного природного парку «Подільські Товтри».